# Vitamine C liposomale
La vitamine C liposomale est une vésicule artificielle formée par des bicouches lipidiques concentriques, encapsulant entre elles plusieurs molécules de vitamine C.

## Propriétés
Chaque liposome  est composé dans une matrice homogène sphérique et constitué par des phospholipides qui entourent quelques molécules de vitamine C. En général, la taille de chaque liposome est nanométrique (nm) et peut être calibré de 20 nm à 900 nm. La substance active est libérée dans l'organisme en fonction du pH, de la température. Différents types de phospholipides (phosphatidylsérine, la phosphatidylcholine, ...) sont utilisés pour créer un liposome.

## Usage
La vitamine C liposomale doit permettre une ingestion plus performante. Selon le Laboratoire Goldman, l'un des avantages de l'utilisation d'une telle technologie d'encapsulation dans l'industrie des compléments alimentaires serait d'éviter le contact avec l'acidité de l'estomac et des enzymes de digestion. Comme la vitamine C s'oxyde facilement, sa qualité est rapidement altérée avec l'exposition à l'air, aux ultraviolets ou à la chaleur. Cette alternative permettrait aussi d'éviter d'ajouter des agents de textures ou de charges dans la composition. 
La vitamine C liposomale et administrée oralement semble être mieux assimilée que la vitamine C non encapsulée et administrée oralement. Cependant, une plus forte concentration sanguine de vitamine C est retrouvée après administration intraveineuse. 